# Tweede Kamerverkiezingen 1989/Kandidatenlijst/SAP
De kandidatenlijst voor de Tweede Kamerverkiezingen 1989 van de Socialistiese Arbeiderspartij was als volgt:

## De lijst
1. Harrie Lindelauff - 2.295 stemmen
2. Rienke Schutte - 202
3. Wineke 't Hart - 118
4. Jan Viola - 78
5. Lot van Baaren - 60
6. Frans van der Vlugt - 34
7. Karin Vos-Schuurman - 38
8. Ernst van Lohuizen - 30
9. Sabine Kraus - 44
10. Patrick van der Voort - 34
11. Claudia Teunissen - 40
12. Michel Tilanus - 20
13. Elsa van der Heiden - 22
14. Ron Blom - 20
15. Petry van Kempen - 14
16. Corrie Rientsma - 21
17. Leo de Kleijn - 18
18. Eva van Sichem - 27
19. Wim Schul - 20
20. Arend van de Poel - 18
21. Judith Rümke - 15
22. Eng Que - 30
23. Christine Hensgens-Wassercordt - 8
24. Hans Hekking - 18
25. Els van Kleef - 27
26. Janny Koppens - 28
27. Robert Went - 11
28. Hanneke Suijs - 25
29. Klaas Zwart - 88
30. Willem Bos - 894

CDA · PvdA · VVD · D66 · SGP · Groen Links · GPV · RPF · VCN · SP · Humanistische Partij · Milieu Defensie Partij 2000+ · PDS · Realisten Nederland · AWP · Bejaarden Centraal · Vrouwenpartij · Socialistische Minderheden Partij · Centrumdemocraten · De Groenen · PPvO · VMP · SAP · Grote Alliance Partij · Staatkundige Federatie
1981 · 1986 · 1989 · 1994